# ولفانگ پیکرت
ولفانگ پیکرت (به آلمانی: Wolfgang Pickert) (۳ فوریه ۱۸۹۷ – ۱۹ ژوئیهٔ ۱۹۸۴) نظامی بلندپایه آلمانی بود که در دوره رایش سوم در جایگاه‌های عالی ستادی و فرماندهی در لوفت‌وافه خدمت کرد. او در جریان جنگ جهانی دوم تا درجه سپهبد ترفیع گرفت و در نبردهای عمده در استالینگراد و نرماندی مشارکت داشت.

## سال‌های اولیه
ولفگانگ پیکرت روز ۳ فوریه سال ۱۸۹۷ در پوزن زاده شد. روز ۲ اوت سال ۱۹۱۴، چند روز پیش از آغاز جنگ جهانی اول، در هنگ ۷۳ توپخانه صحرایی به نیروی زمینی امپراتوری آلمان پیوست. در هر دو جبهه شرقی و غربی این جنگ خدمت کرد و در این میانه به سلک افسران درآمد.

## رایشسور
پیکرت پس از جنگ به خدمت در رایشسور صد هزار نفری پذیرفته شد. بین سال‌های ۱۹۲۱ تا ۱۹۳۵ عموماً با هنگ ۱ توپخانه در پروس شرقی بود. در این مدت دوره ستاد کل را گذراند و به توپخانه ضدهوایی علاقه‌مند شد. بین سال‌های ۱۹۳۴ و ۱۹۳۵ مدرس دانشکده ضدهوایی بود.

## ورماخت
پیکرت از سال ۱۹۳۵ تا سال ۱۹۳۷ در ستاد بازرسی ضدهوایی در وزارت هوانوردی رایش بود. سپس تا سال ۱۹۳۸ گردان ۱ هنگ ۴۹ ضدهوایی در مانهایم را فرماندهی کرد. رئیس ستاد فرماندهی شماره ۱۳ لوفت‌وافه بود که دوره خلبان را گذراند.

### جنگ جهانی دوم
پیکرت به عنوان افسر ستاد کل در ستاد منطقه دفاع هوایی راین-رور بود که جنگ جهانی دوم آغاز شد. ماه مه سال ۱۹۴۰ به عنوان رئیس ستاد سپاه ۱ ضدهوایی منصوب گشت. چند ماه بعد به عنوان رئیس ستاد ناوگان هوایی رایش برگزیده شد. تا ماه مه سال ۱۹۴۲ در این جایگاه بود سپس فرماندهی لشکر نهم ضدهوایی را دست گرفت.
یگان پیکرت در جریان نبرد استالینگراد در قابل ارتش ششم، به محاصره دشمن افتاد. پیکرت همانند تمامی سایر ژنرال‌های لوفت‌وافه، خود شخصاً با هواپیما از محاصره خارج شد.
پیکرت به درجه سرلشکر ترفیع گرفت و سپاه ۳ ضدهوایی را در نبرد نرماندی فرماندهی کرد. در این آوردگاه همکاری مناسبی با فیلدمارشال اروین رومل، فرمانده گروه ارتش ب نداشت. این مسئله در ناکامی دفاعی آلمان در مقابل متفقین مؤثر بود. به هر صورت در ادامه نشان عالی صلیب شوالیه صلیب آهنین با برگ‌های بلوط را دریافت کرد و به فرماندهی ارتش ضدهوایی فرماندهی عالی لوفت‌وافه در برلین منصوب شد. روز ۱ مارس سال ۱۹۴۵ به درجه سپهبد (ژنرال توپخانه ضدهوایی) ترفیع گرفت.
روزهای پایانی جنگ، با نزدیک شدن نیروهای ارتش سرخ به برلین، با صدور مجوز تخلیه افراد نظامی نالازم از پایتخت، پیکرت اوایل ماه مه سال ۱۹۴۵ به بایرن در جنوب رفت. رایشس‌مارشال هرمان گورینگ، فرمانده کل لوفت‌وافه را در رهایی از بازداشت اس‌اس یاری کرد.

## پس از جنگ
سپهبد ولفگانگ پیکرت در نهایت روز ۱۹ ژوئیه سال ۱۹۸۴ در واینهایم درگذشت.

## زندگی شخصی
پیکرت ازدواج کرد و سه فرزند داشت.